# Shō Chū
Shō Chū (尚 忠, Shō Chū, 1391–1444), souverain du royaume de Ryūkyū, est 3e dans la lignée de la première dynastie Shō. Il règne de 1439 à 1444.
Shō Chū est le deuxième fils de son père, le roi Shō Hashi. Après l'annexion du royaume d'Hokuzan, Shō Chū est nommé « gardien d'Hokuzan » (北山監守, Hokuzan Kanshu) en 1422. 
Shō Chū devient roi à la mort de son père en 1439. Durant son règne, Ryūkyū commence à commercer avec Java. 

## Source de la traduction
- (en) Cet article est partiellement ou en totalité issu de l’article de Wikipédia en anglais intitulé « Shō Chū » (voir la liste des auteurs).